# Охорона довкілля

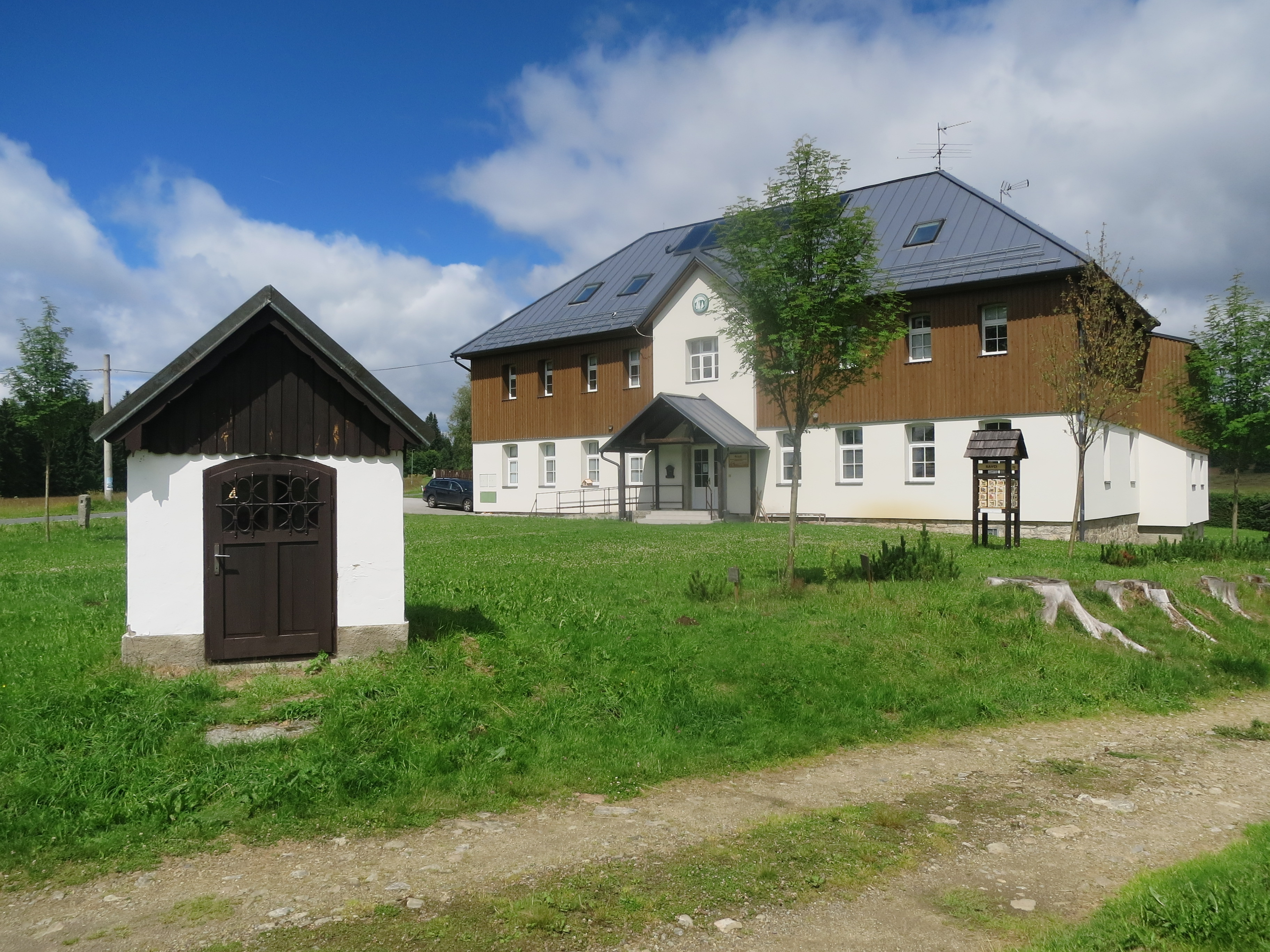
Чехія. Horská Kvilda, Центр екологічної освіти, спочатку школа, побудована в 1897 році.

Охоро́на довкі́лля (англ. environmental protection / control / conservation, нім. Umweltschutz) — система заходів щодо раціонального використання природних ресурсів, збереження особливо цінних та унікальних природних комплексів і забезпечення екологічної безпеки. Це сукупність державних, адміністративних, правових, економічних, політичних і суспільних заходів, спрямованих на раціональне використання, відтворення і збереження природних ресурсів землі, обмеження негативного впливу людської діяльності на довкілля.

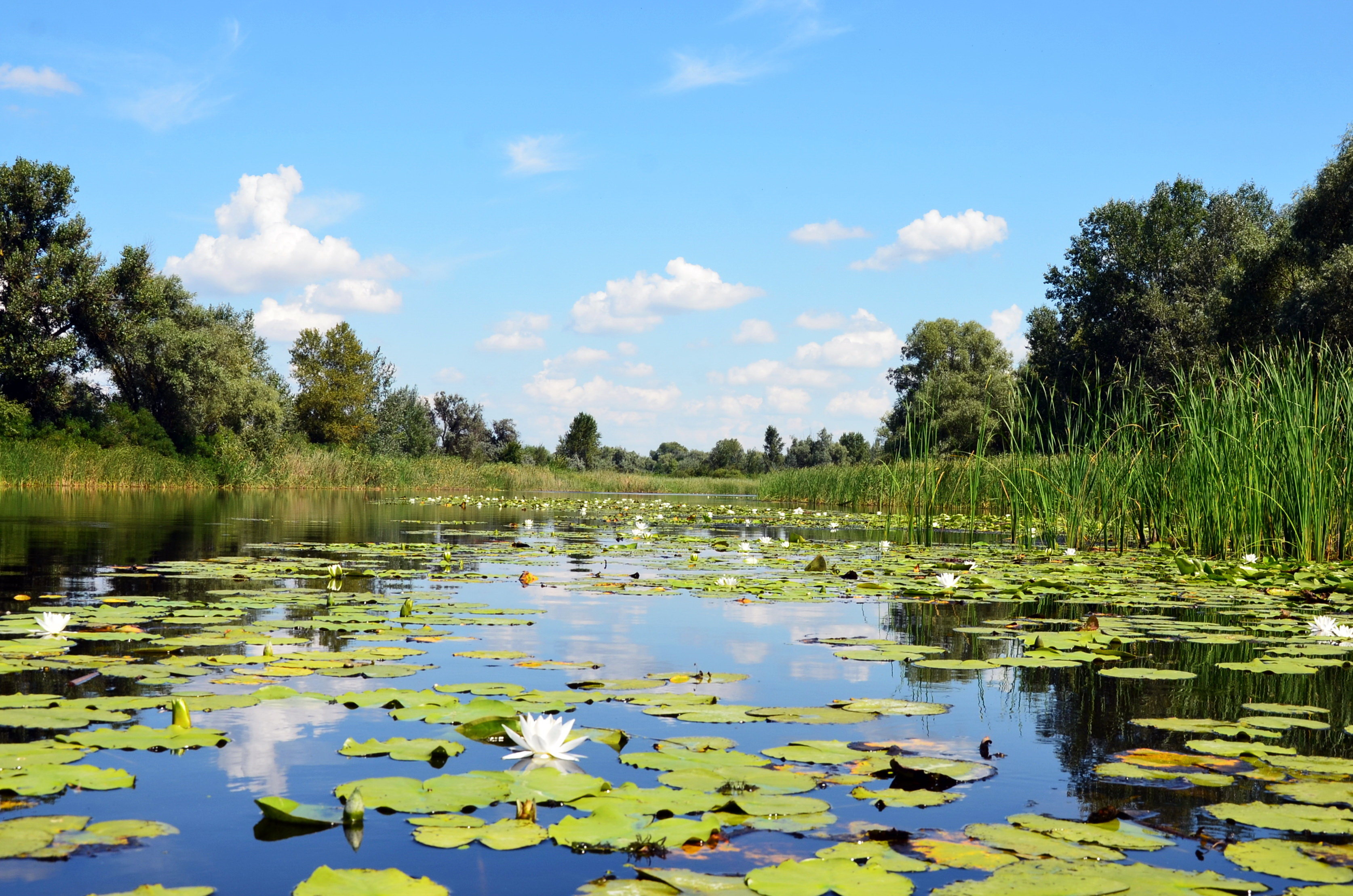
Лілеї - біла краса України потребують охорони.

Наукова дисципліна, перш за все — екологія, з якою її найчастіше порівнюють чи плутають. Визначною особливістю є практичний напрям діяльності і широкий спектр соціально-культурних і природних відносин, яких вона стосується. В колишньому СРСР перший університетський курс на цю тему більше 30 років читав Кавтарадзе Дмитро Миколайович, який також був засновником і керівником однойменної лабораторії в МДУ ім. М. В. Ломоносова. На її базі були розроблені і впроваджені у навчальний процес  ділові та імітаційні ігри, які дозволяють на практиці відчути характер природоохоронної діяльності, побачити цілісність і взаємопов'язаність світу. 

## Загальна інформація
Охорона довкілля включає охорону атмосферного повітря, вод суші та вод Світового океану, земель, флори і фауни, біологічного та геологічного середовища.
Мета охорони довкілля — протидія негативним змінам у довкіллі, які мали місце в минулому, відбуваються зараз або можуть бути.
Актуальність охорони довкілля, що перетворилася в глобальну проблему, пов'язана головним чином зі зростанням антропогенного впливу. Це зумовлено демографічним вибухом, урбанізацією, що прискорюється, і розвитком гірничих розробок і комунікацій, забрудненням довкілля відходами, надмірним навантаженням на орні землі, пасовища, ліси, водойми. У результаті гірничо-технічної діяльності у світі порушено не менше 15 — 20 млн га земель, з них 59 % площі використано під різні гірничі виробки, 38 % — під відвали пустої породи або відходів збагачення, 3 % — місця осідання, провалів та інших порушень поверхні, пов'язаних з підземними розробками. Інколи порушення правил ведення гірничих робіт чи масштабна аварія призводить до катастрофічних незворотних наслідків.
Поряд з традиційними проблемами забезпечення безпечного довкілля людство стикається з глобальними проблемами клімату, зокрема, розтаванням льодовиків, уповільненням Гольфстріму, порушенням озонового шару атмосфери, активізацією вулканів, випробуваннями кліматичної та іншої зброї тощо. Малодослідженими залишаються процеси циклічних змін магми Землі та їх можливі наслідки. Людство все більше відчуває проблеми нестачі питної води та виснаження земельних ресурсів. Час вимагає  активного  захисту Землі як нашої спільної домівки. Охорона довкілля є базовою умовою людської життєдіяльності, що потребує як належної стратегії екологічної безпеки, так і розвитку екологічної освіти, формування етичного ставлення до природи, екологічного мислення, екологічного світогляду та цілісної екологічної культури 
Заходами, спрямованими на охорону довкілля можуть бути:
- Обмеження викидів в атмосферу та гідросферу з метою поліпшення загальної екологічної обстановки.
- Створення заповідників, заказників і національних парків з метою збереження природних комплексів.
- Обмеження вилову риби, полювання з метою збереження певних видів.
- Обмеження несанкціонованого викидання сміття. Використання методів екологічної логістики для тотального очищення від несанкціонованого засмічення території регіону.

### Обґрунтування
Так, калійний рудник № 2 у Стебнику (Львівська обл.) внаслідок прориву підземних вод затоплено розсолом, на місці калійної шахти утворилося озеро (див. світлину), а з 2007 р. розчиняються цілики, що утримують гірський масив від обвалення.
Об'єм відвалів порід і виробничих відходів, що утворилися від спільної діяльності гірничих підприємств світу, становить понад 2000 км3.
Для отримання мінеральної сировини і палива людство вимушене використовувати дедалі глибші шари земної кори (золоторудні шахти ПАР, наприклад, досягли позначок 3 — 4 км нижче земної поверхні; амплітуда висот між дном найглибших кар'єрів і поверхнею найвищих відвалів перевищує 1100 м). Гірничодобувні роботи супроводжуються штучним водозниженням. Тільки при видобутку вугілля з шахт і розрізів відкачується бл. 15 км3 води на рік. Скидання стічних вод, що відкачуються, веде до забруднення поверхневих водних об'єктів різними солями, нафтопродуктами і важкими металами. Зсуви гірських порід на територіях, що підробляються, осідання поверхні, розсіювання породи з відвалів негативно впливають на стан земельних ресурсів. Значні надходження забруднювальних речовин відбуваються в зонах комунікацій і транспортних вузлів (90 т пилу на 1 км залізничного полотна на рік).
При експлуатації нафтопроводів та продуктопроводів найбільшої шкоди завдають аварійні витоки нафти, суспензій тощо.

## Охорона атмосфери
Одна з найгостріших екологічних проблем, зумовлених посиленням техногенного впливу на природне середовище, пов'язана зі станом атмосферного повітря. Вона включає ряд аспектів. По-перше, охорона озонового шару, необхідна у зв'язку із зростанням забруднення атмосфери фреонами, оксидами азоту тощо. До середини XXI ст. це може призвести, за оцінками, до зниження вмісту стратосферного озону на 15 %. По-друге, зростання концентрації СО2(це вуглекислий газ), що відбувається в основному за рахунок згоряння викопного палива, зменшення площ лісів, виснаження гумусового шару і деградації ґрунтів. До середини XXI ст. очікується подвоєння концентрації газу, що мала місце перед початком НТР.
У результаті «парникового ефекту» до 30-х рр. XXI ст. середня температура приземного шару повітря може підвищитися на 3±1,5 °С, причому максимальне потепління станеться в приполярних зонах, мінімальне — біля екватора. Очікується збільшення швидкості танення льодовиків і підняття рівня океану з темпом понад 0,5 см/рік. По-третє, кислотні осади стали істотними компонентами атмосфери. Вони випадають в країнах Європи, Північній Америці, а також в районах найбільших аґломерацій Азії і Латинської Америки. Головна причина кислотних осадів — надходження сполук сірки і азоту в атмосферу при спаленні викопного палива в стаціонарних установках і двигунах транспорту. Кислотні осади завдають шкоди будівлям, пам'ятникам і металевим конструкціям, викликають дигресію і загибель лісів, знижують урожай багатьох сільськогосподарських культур, погіршують родючість ґрунтів, що мають кислу реакцію, і стан водних екосистем.

## Охорона водних ресурсів
Охорона водних ресурсів — це сукупність правових, організаційних, технологічних, економічних, наукових і соціальних заходів, спрямованих на попередження та усунення забруднення, засмічення та виснаження водних об'єктів з метою оптимального задоволення потреб населення та галузей економіки у воді нормативної якості.
Проблема забруднення та виснаження водних ресурсів викликана зростанням використання води промисловістю, сільським і житлово-комунальним господарствам, з одного боку, і забрудненням водних об'єктів — з іншого. Щорічно людством використовується в середньому до 6000 км³ води, з них в сільському господарстві близько 3400, промисловості 2200, на господарсько-побутові потреби 400 км³. Забруднення багатьох водних об'єктів суші (особливо в країнах Західної Європи та Північної Америки) і вод Світового океану досягло небезпечного рівня. Щорічно в океан потрапляє (млн т): 0,2 — 0,5 отрутохімікатів; 0,1 — хлорорганічних пестицидів; 5 — 11 — нафти та інших вуглеводнів; 10 — хімічних добрив; 6 — фосфорних сполук; 0,004 — ртуті; 0,2 — свинцю; 0,0005 — кадмію; 0,38 — міді; 0,44 — марганцю; 0,37 — цинку; 1000 — твердих відходів; 6,5 — 50 — твердого сміття; 6,4 — пластмас. У Північній Атлантиці нафтова плівка займає 2 — 3 % площі. Найзабрудненіші нафтою Північне і Карибське моря, Перська затока, а також прилеглі до Африки і Америки ділянки, де здійснюється її перевезення танкерним флотом. 
За кордоном за участі громадськості з середини 90-х років ХХ ст. отримала розвиток практика ревіталізації річок — як одна з форм охорони вод. В Україні це питання також потребує розробки. 

## Охорона земельних ресурсів
Докладніше: Деградація земель
Одна з головних екологічних проблем пов'язана з погіршенням стану земельних ресурсів.  В «Основних засадах (стратегії) державної екологічної політики України на період до 2030 року», затвердженому Законом України від 28 лютого 2019 року № 2697-VIII, зазначено, що протягом тривалого часу економічний розвиток держави супроводжувався незбалансованою експлуатацією природних ресурсів, низькою пріоритетністю питань захисту довкілля, що унеможливлювало досягнення збалансованого (сталого) розвитку. Стан земельних ресурсів України близький до критичного. За різними критеріями забрудненими є близько 20 відсотків земель України. У сфері надрокористування в Україні існують системні проблеми, що становлять реальну загрозу економічній безпеці держави. Забруднення атмосферного повітря є однією з найгостріших екологічних проблем. Фактично дві третини населення країни проживає на територіях, де стан атмосферного повітря не відповідає гігієнічним нормативам. Першопричинами екологічних проблем України, зокрема, визнано переважання енергоємних галузей у структурі економіки із здебільшого негативним впливом на довкілля, що значно посилюється через неврегульованість законодавства при переході до ринкових умов господарювання; неефективна система державного управління у сфері охорони навколишнього природного середовища та регулювання використання природних ресурсів; незадовільний контроль за дотриманням природоохоронного законодавства та незабезпечення невідворотності відповідальності за його порушення. 
За історичний час внаслідок вияву прискореної ерозії, дефляції та інших негативних процесів людство втратило майже 2 млрд га продуктивних земель.
До утворення пустель схильна площа в 4,5 млрд га, на якій проживає близько 850 млн чоловік. Пустелі швидко розвиваються (до 5 — 7 млн га на рік) у тропічних районах Африки, Азії і Америки, а також у субтропіках Мексики. Швидкість зникнення лісів становить 6 — 20 млн га на рік.
Проблемою в  Україні  стала вирубка лісів та нищівна експлуатація землі і її надр. Ситуація з охороною земельних ресурсів та лісу, проблеми контрабанди лісу, розпродажу земель, необічливе використання пестицидів  потребують запровадження додаткових гарантій охорони довкілля. 
Згідно з ст. 4 Закону України «Про пестициди і агрохімікати»  пестициди і агрохімікати вітчизняного, а також іноземного виробництва, що завозяться для використання на територію України, повинні відповідати таким вимогам: висока біологічна ефективність щодо цільового призначення; безпечність для здоров'я людини та навколишнього природного середовища за умови дотримання регламентів їх застосування; відповідність санітарним нормам та іншим нормативно-правовим актам. Відшкодування збитків, заподіяних внаслідок порушень законодавства про пестициди та агрохімікати, здійснюється відповідно до чинного законодавства (ст. 20 Закону України «Про пестициди і агрохімікати»).

## Охорона геологічного середовища
Важлива для людства проблема — охорона геологічного середовища, тобто верхньої частини літосфери, яка розглядається як багатокомпонентна динамічна система, що перебуває під впливом інженерно-господарської діяльності людини і, в свою чергу, певною мірою визначає цю діяльність. Найголовніший компонент геологічного середовища — гірські породи, що містять нарівні з твердими мінеральними і органічними компонентами гази, підземні води. Особливо великий негативний вплив на довкілля від техногенних катастроф, найбільша з яких у ХХ ст. — на Чорнобильській атомній електростанції — сталася в Україні.
Охорона довкілля суттєвим чином залежить від технічного рівня вугільної енергетики. Прикладом системних дій у подоланні екологічних ризиків є вугільна енергетика Європи. У ФРН на початку XXI ст. стала до ладу модельна вугільна ТЕС, в процесі роботи якої викиди вуглекислого газу в атмосферу відсутні. Впровадження цієї технології у комерційному масштабі планується з 2014 р. Сучасні екологічно чисті вугільні ТЕС запроектовані у Великій Британії. У Данії в 2006 р. запущено пілотний проект найбільшої у світі очисної установки димових газів (у проекті задіяно 30 компаній і 11 країн Європи, скорочення емісії вуглекислого газу — 90 %).
У США планується найближчим часом ввести в дію 80 ТЕС, які мають підвищений коефіцієнт корисної дії та новітнє очисне обладнання. Але найбільший приріст світового використання вугілля — 90 % до 2020 р. — передбачається за рахунок вугільних енергетик Китаю та Індії, в яких стан охорони довкілля порівняно нижчий. 

## Комплексна охорона довкілля
Комплексна охорона довкілля здійснюється на рівні підприємств, населених пунктів, регіонів, держав і глобально — в масштабах всієї планети. Велика робота ведеться під егідою ООН, з ініціативи якої в 1972 р. створена постійно діюча Програма ООН з довкілля (ЮНЕП). У рамках ООН природоохоронні проблеми вирішують також: Всесвітня метеорологічна організація (ВМО), Всесвітня організація охорони здоров'я (ВОЗ), Міжнародна морська організація (ММО), Міжнародне агентство з атомної енергії (МАГАТЕ), Міжнародна комісія з довкілля і розвитку (МКНСР), ЮНЕСКО та ін. Велику увагу проблемам охорони довкілля приділяють Організація економічної співпраці і розвитку (ОЕСР), Європейське економічне співтовариство (ЄЕС), Організація американських держав (ОАД), Ліга арабських країн з питань освіти, культури і наук (АЛЕКСО). Генеральна Асамблея ООН прийняла в 1982 р. Всесвітню хартію природи, яка є розвитком Стокгольмської декларації про довкілля (1972), і Всесвітню стратегію охорони природи, розроблену МСОП (1980). В останні десятиліття ХХ ст. під егідою ООН розроблена Концепція сталого розвитку, яка передбачає глобальні (в просторі і часі) підходи до охорони довкілля.
В Україні питання охорони довкілля офіційно перебувають у компетенції Міністерства екології і природних ресурсів, але напряму стосуються кожного громадянина. Тому існує низка формальних і неформальних організацій, товариств і рухів охорони довкілля, що дозволяють діяти локально і більш оперативно, ніж державним структурам.